# Larissa Viktorova
Larissa Viktorova   (Sant Petersburg, 5 de setembre de 1943) és una nedadora russa ja retirada, especialista en esquena, que va competir sota bandera de la Unió Soviètica durant les dècades de 1950 i 1960.
El 1960 va prendre part en els Jocs Olímpics d'Estiu de Roma, on va disputar dues proves del programa de natació. Fou vuitena en els 4x100 metres estils, mentre en els 100 metres esquena quedà eliminada en sèries.
En el seu palmarès destaquen una medalla de plata i una de bronze, en els 4x100 metres estils i 100 metres esquena respectivament, al Campionat d'Europa de natació de 1958. El 1961 guanyà els 100 metres esquena a la Universiada. Entre 1958 i 1964 va establir 21 rècords nacionals i guanyà vuit campiuonats nacionals. Un cop retirada treballà al ferrocarril Baikal-Amur i com a entrenadora de natació. Durant la dècada de 1990 es traslladà a viure als Estats Units.